# Cyclamen alpinum
Cyclamen alpinum is een plant uit het geslacht Cyclamen die voorkomt in het zuidoosten van Anatolië.

## Kenmerken
Deze cyclaam, die gelijkenis vertoont met Cyclamen coum, wordt gekenmerkt door eerder horizontale bloemblaadjes, waardoor de bloem op een schroef lijkt.
De bloemen die een honingachtige geur verspreiden, variëren van lichtroze tot donkerroze met een donkere vlek aan de basis; f. leucanthum heeft witte bloembladen met een karmijnrode vlek aan de basis.

## Kweek
Cyclamen alpinum is matig winterhard en moet op een beschutte plaats of in koude kas worden geplant. Hij bloeit in dezelfde periode als Cyclamen coum.
... · 
C. abchasicum · 
C. africanum · 
C. alpinum · 
C. balearicum · 
C. cilicium · 
C. colchicum · 
C. coum (Rondbladige cyclaam) · 
C. creticum · 
C. cyprium · 
C. elegans · 
C. graecum · 
C. hederifolium (Napolitaanse cyclaam) · 
C. intaminatum · 
C. libanoticum · 
C. mirabile · 
C. persicum · 
C. pseudibericum · 
C. parviflorum · 
C. purpurascens (Alpenviooltje) · 
C. repandum · 
C. rhodium · 
C. rohlfsianum · 
C. somalense · 
...